# 插音
插音（epenthesis），亦称增音、插字，在语言学中指某一语音序列被添加一或多个音的现象。根据发生的位置，可分为前增音(prothesis)和内插音(insertion)；根据所增音素的性质，可分为辅音性增音(excrescence)和元音性增音(anaptyxis)。插音的成因有很多种，例如一些语言的语音组合法不允许元音连续或辅音群出现，因此一个元音或辅音会被添加至词内，使之易于发音。此外，在一些辅音序列中，插音会以过渡音的形式出现，并有可能进一步演变为历时性的语音流变。此外，插音现象也可能会反映在拼写当中。

## 例子

### 语音组合法
因某种语言的语音组合法引发的插音现象，既可以理解为共时现象，也可以看做历时现象。

#### 法语
在法语中，[t] 会被插入到一些衍生词内：
- [blabla]名 → [blabla-ter]动

blabla 是名词，添加动词语素 -er 以衍生其动词，这时 t 被插入以分隔两个相邻元音。
或一些句法关系紧密的语段中：
- il a… （他有……） → a-t-il… ? （他有……吗？）

### 共时现象
在连贯的口语中，有时会发生插音的现象，但该现象并不是必须的，属于自由变体。比如从 [n] 过渡到 [s]，发声器官需要同时完成三个步骤：
- 舌尖抵住上齿龈 → 舌尖与上齿龈分离
- 软腭下垂 → 软腭抬升
- 声带震动 → 声带停止震动

如果舌尖没有及时与上齿龈分离，则可导致 [t] 的插入。

#### 丹麦语
1. [pʰʁ̥ænˀs] → [pʰʁ̥ænˀts] （prins 王子）
2. [klemˀt] → [klempˀt] （glimt 闪光）[2]

#### 德语
[aɪ̯ns] → [aɪ̯nts] （eins 一）

#### 汉语
汉语普通话及口音相近的一些方言中中也有插音现象。比如附着在句子的末尾的语气助词“啊”。由于跟前一个音节连读而受其末尾音素的连音影响，常常发生音变现象。“啊”的音变是一种插音现象。在不同的语音环境中，“啊”的读音有不同的变化形式。另外“啊”的不同读音，可用相应的汉字来表示。
1. 前面音节的末尾音素是a、o、e、i、ü、ê的，读作“呀”（ya）。
  - 快去找他啊（tāya）！
  - 你去说啊（shuōya）！
  - 今天好热啊（rèya）！
  - 你可要拿定主意啊（yìya）！
  - 我来买些鱼啊（yúya）！
  - 赶紧向他道谢啊（xièya）！
2. 前面音节的末尾音素是u（包括ao、iao）的，读作“哇”（wa）。
  - 你在哪里住啊（zhùwa）？
  - 他人挺好啊（hǎowa）！
  - 口气可真不小啊（xiǎowa）！
3. 前面音节的末尾音素是n的，读作“哪”（na）。
  - 早晨的空气多清新啊（xīnna）！
  - 多好的人啊（rénna）！
  - 你猜得真准啊（zhǔnna）！
4. 前面音节的末尾音素是ng的，读作“啊”（nga）。
  - 这幅图真漂亮啊（liàngnga）！
  - 注意听啊（tīngnga）！
  - 最近太忙啊（mángnga）！
5. 前面音节的末尾音素发音位置是靠前的，读作“啊”（za）；前面音节的末尾发音位置是靠后的，读作“啊”（ra）。
  - 今天来回几次啊（cìza）！
  - 你有什么事啊（shìra）！
  - 你怎么撕了一地纸啊（zhǐra）！

用汉语拼音拼写音节时，“啊”仍写作a，不必写出音变情况。

### 历时现象

#### 瑞典语
当一个共时的语音变化现象普遍被接受，便会形成语音流变。
| 古瑞典语 | 现代瑞典语 | 汉语含义 |
| -------- | ---------- | -------- |
| fughl    | fågel      | 鸟       |
| sōkn     | socken     |          |
| vintr    | vinter     | 冬       |

#### 冰岛语
据估，在古冰岛语中，/r/可以作为独立音节。而在现代冰岛语中/r/不能作为独立音节。由此，/u/的插入就发生在其前后辅音之间，/u/的插入可追溯到13世纪晚期。
| 古冰岛语 | 现代冰岛语 | 汉语含义 |
| -------- | ---------- | -------- |
| dalr     | dalur      | 山谷     |
| latr     | latur      | 懒的     |